# Hádě střevní
Hádě střevní (Strongyloides stercoralis) je endoparazit, jehož hostitelem je člověk nebo pes. Má protáhlé tělo a dorůstá velikosti 0,8 – 2,2 mm. Samičky jsou větší než samci. Vyskytuje se především v tropických a subtropických oblastech, ale jsou známy případy napadení i v ČR. Parazitičtí jedinci žijí ve střevě člověka. Nemoc způsobená hádětem se nazývá strongyloidóza.

## Životní cyklus

Životní cyklus

Životní cyklus je jednohostitelský a probíhá na souši.
Ve vývoji háděte se střídají parazitické a volně žijící generace. Volně žijící jedinci žijí v půdě, hostitele nenapadají a pouze produkují parazitické generace.
Samičí dospělci, kteří jsou přítomni ve střevě, se množí partenogenezí a produkují vajíčka, která se vyvíjejí v larvy prvního stupně (L1). Tyto larvy pak opouštějí hostitele se stolicí. Poté jsou dvě možnosti, které mohou nastat:
1. Larvy se dvakrát svlékají. Po prvním svlečení vznikají larvy L2 a po druhém infekční larvy L3, které mohou napadnout hostitele.
2. Larvy se čtyřikrát svlékají a vyvíjí se samčí i samičí dospělci, kteří se pak sexuálně rozmnožují. Opět se z části vajíček produkovaných samičkou vyvíjí larvy L1, které se dvakrát svlékají a vznikají infekční L3 a z části se vyvíjí volně žijící jedinci, kteří se dále rozmnožují.

Samičí larvy L3 pak napadají hostitele (osud samčích larev není znám). Nejčastěji se dostávají do hostitele kůží do krevního řečiště, které je zanese do srdce a do plic. Z těch se dostanou dýchacími cestami do ústní dutiny, odkud jsou hostitelem spolknuty. Ve střevě se přichytí a opět se partenogenezí rozmnoží.
Může dojít i k autoinfekci. V případě, kdy se larvy L1 dvakrát svlékají ještě ve střevě hostitele, mohou se infekční L3 rovnou dostat přes stěnu střeva do krve. Odtud jsou pak odneseny do srdce a postupně se zase dostanou do střeva.

## Strongyloidóza
Některá napadení mohou probíhat bez příznaků, ale většinou přítomnost háděte ve střevě způsobuje zdravotní problémy. Dochází k poškození sliznice střeva. Způsobuje to průjmy, bolesti břicha nebo zvracení. Dále se při průniku larev kůží může objevit dermatitida. Přítomnost larev v dýchacích cestách zase způsobuje kašel a bolest na prsou. Strongyloidózu lze vyléčit použitím léků (např. Mintezol, Zentel (účinnou látkou je albendazol), atd.).